# Dong Zhen
Dong Zhen (né le 2 février 1977), est un gymnaste chinois.

## Palmarès

### Championnats du monde
- Tianjin 1999
  -  médaille d'or par équipe.
  -  médaille d'or aux anneaux.